# Leptanilla
Leptanilla és un gènere de formigues de la subfamília dels leptanil·lids (Leptanillinae). Té una distribució mundial, incloent-hi la península Ibèrica.

## Espècies
El gènere Leptanilla inclou 49 espècies, de les quals 4 viuen a la península Ibèrica.

### Espècies ibèriques
- Leptanilla charonea Barandica et al. 1994
- Leptanilla plutonia López et al. 1994
- Leptanilla revelierii Emery, 1870
- Leptanilla zaballosi Barandica et al. 1994

### Espècies no ibèriques
- Leptanilla africana Baroni Urbani, 1977
- Leptanilla alexandri Dlussky, 1969
- Leptanilla astylina Petersen, 1968
- Leptanilla australis Baroni Urbani, 1977
- Leptanilla besucheti Baroni Urbani, 1977
- Leptanilla bifurcata Kugler, 1987
- Leptanilla boltoni Baroni Urbani, 1977
- Leptanilla buddhista Baroni Urbani, 1977
- Leptanilla butteli Forel, 1913
- Leptanilla clypeata Yamane & Ito, 2001
- Leptanilla doderoi Emery, 1915
- Leptanilla escheri (Kutter, 1948)
- Leptanilla exigua Santschi, 1908
- Leptanilla havilandi Forel, 1901
- Leptanilla hunanensis Tang, Li & Chen, 1992
- Leptanilla hypodracos Wong & Guénard, 2016
- Leptanilla islamica Baroni Urbani, 1977
- Leptanilla israelis Kugler, 1987
- Leptanilla japonica Baroni Urbani, 1977
- Leptanilla judaica Kugler, 1987
- Leptanilla kebunraya Yamane & Ito, 2001
- Leptanilla kubotai Baroni Urbani, 1977
- Leptanilla kunmingensis Xu & Zhang, 2002
- Leptanilla lamellata Bharti & Kumar, 2012
- Leptanilla macauensis Leong et al. 2018
- Leptanilla minuscula Santschi, 1907
- Leptanilla morimotoi Yasumatsu, 1960
- Leptanilla nana Santschi, 1915
- Leptanilla oceanica Baroni Urbani, 1977
- Leptanilla ortunoi López et al.
- Leptanilla palauensis (Smith, 1953)
- Leptanilla poggii Mei, 1995
- Leptanilla santschii Wheeler & Wheeler, 1930
- Leptanilla swani Wheeler, 1932
- Leptanilla taiwanensis Ogata et al.1995
- Leptanilla tanakai Baroni Urbani, 1977
- Leptanilla tanit Santschi, 1907
- Leptanilla tenuis Santschi, 1907
- Leptanilla thai Baroni Urbani, 1977
- Leptanilla theryi Forel, 1903
- Leptanilla vaucheri Emery, 1899
- Leptanilla yunnanensis Xu, 2002